# إيرني بارباراشا
إيرني بارباراشا (بالإنجليزية: Ernie Barbarash) (و. القرن 20  م) هو مخرج أفلام، ومنتج أفلام، وكاتب سيناريو أمريكي، ولد في الولايات المتحدة.

## وصلات خارجية
- إيرني بارباراشا على موقع IMDb (الإنجليزية)
- إيرني بارباراشا على موقع روتن توميتوز (الإنجليزية)
- إيرني بارباراشا على موقع ألو سيني (الفرنسية)
- إيرني بارباراشا على موقع أول موفي (الإنجليزية)
- إيرني بارباراشا على موقع بوكس أوفيس موجو (الإنجليزية)
- إيرني بارباراشا على موقع قاعدة بيانات الأفلام السويدية (السويدية)
- إيرني بارباراشا على موقع قاعدة بيانات الفيلم (الإنجليزية)
- إيرني بارباراشا على موقع كينوبويسك (الروسية)